# الخضرانية
الخضرانية هي إحدى القرى أو المُدن التابعة لقضاء الشرقاط في محافظة صلاح الدين، تنحدر جذور أغلبية سكانها من قبيلة الجبور، وتسمى أحياناً بقرية المصطفى، وكانت قديماً يسمى أهلها بالحجاج، والحجاج فخذ من عشيرة البو نجاد (الجبور)، والمصطفى فرع من فخذ الحجاج.شيخ القرية هو الشيخ جاسم الحسين الحمادي. فيها عدة مدارس إبتدائية وثانوية ولكلا الجنسين، تخرج منها الكثير من الموظفين والأساتذة والأدباء والضباط. تقع قرية الخضرانية بين تلال حمرين وجانب نهر دجلة الأيمن. من الشخصيات المعروفة فيها الأستاذ إبراهيم الملالي أبو زهية مدير عام تربية محافظة صلاح الدين، ويعرف أهلها بالشعر ومنه الزهيري، كما يشتهر أهلها بالزراعة وتربية الحيوانات، ولكن بعد 2003 اتجه أهلها إلى الوظائف الحكومية كحال اغلب العراقيين.